# Agnolini

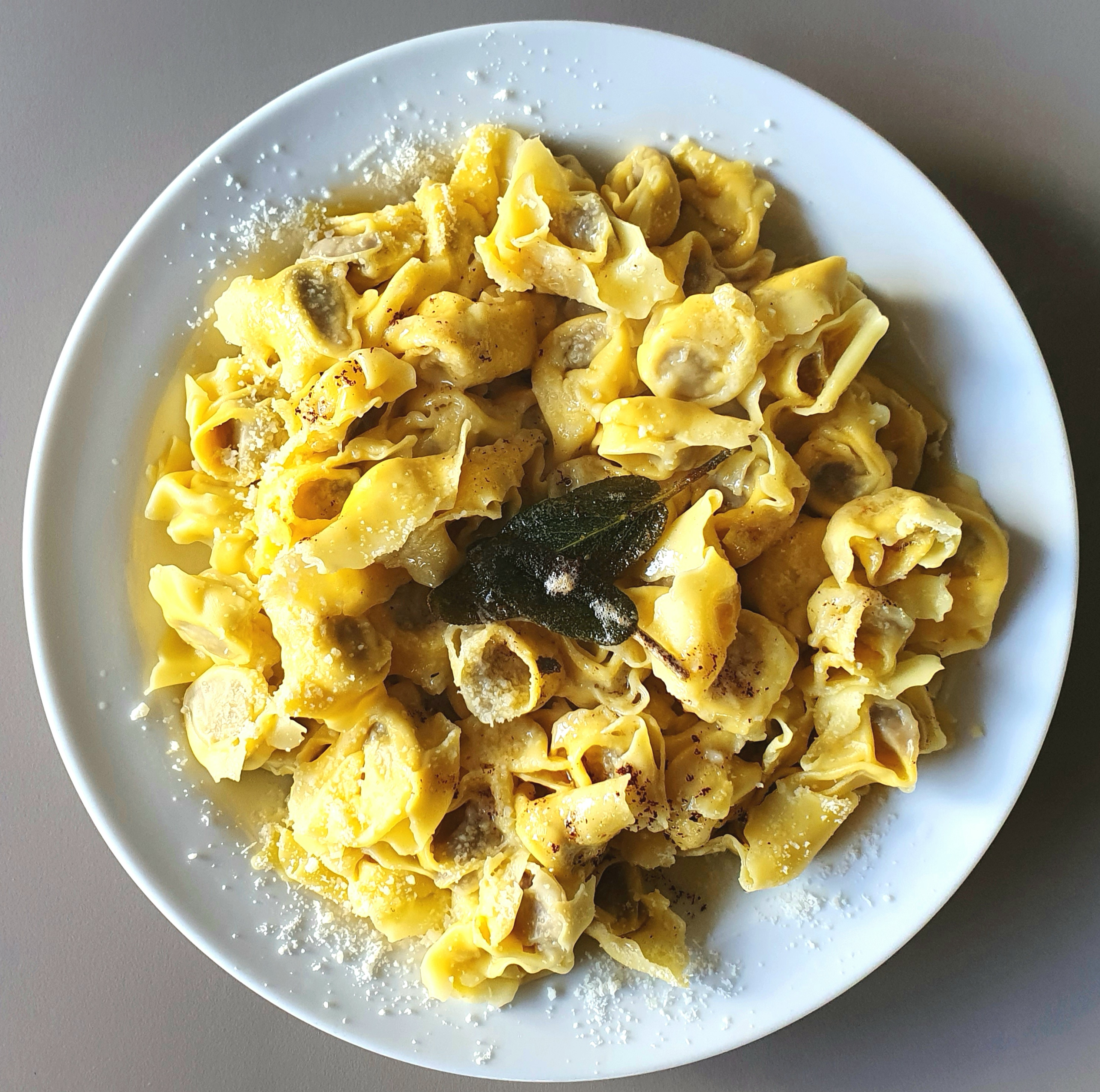
Sposób podania makaronu Agnolini

Agnolini – rodzaj włoskiego nadziewanego makaronu jajecznego, pochodzącego z Prowincji Mantua. W lokalnym dialekcie jest często nazywany agnulìn lub agnulì. Jest podawany w zupie lub w bulionie. Różni się od klasycznych tortellini wykorzystanymi składnikami potrzebnymi do przygotowania ciasta na makaron oraz kształtem. 

## Historia
Przepis na ten makaron po raz pierwszy został opublikowany w 1662 przez Bartolomeo Stefani, kucharza na dworze rodu Gonzaga, w książce The art of cooking well. Przepis jest przekazywany z pokolenia na pokolenie przez mantuańskie rodziny.

## Sposób podania
Makaron Agnolini jest głównym składnikiem zup z kuchni matuańskiej, spożywanych zwykle podczas świąt i ważnych okazji. Zgodnie z lokalną tradycją, w Wigilię spożywany jest rosół z kurczaka z właśnie tym makaronem, wraz z innymi potrawami, takimi jak zupa Sorbir d'agnoli z dodatkiem parmezanu. Dodaje się do niej zazwyczaj czerwone wino, zazwyczaj Lambrusco i podaje się ją jako otwarcie świątecznego obiadu.